# Skytop Lodge
Skytop Lodge es un hotel resort que abrió sus puertas en junio de 1928. Es miembro de Hoteles Históricos de América.
Está situado en un 5,5 acres (0 km²)   sitio boscoso en Skytop, Pensilvania, a una altitud de 1500 pies en Poconos. Incluye un lago de 75 acres, 30 millas de senderos para caminatas y un campo de golf de 18 hoyos. Construido a un costo de $ 750,000, el hotel Dutch Colonial Revival fue diseñado por Rossiter & Muller y Mortimer Foster de Nueva York. Se contrató a los Olmstead Brothers de Boston para ubicar el hotel y diseñar sus jardines y terrenos.
Fu descrito como "un castillo de piedra de campo de estilo colonial holandés en un entorno de club de campo", y como "como un amenazante palacio de caza palaciego en un amplio claro en el bosque, tan grandioso que podría pensar que estaba invadir la propiedad de un señor inglés".
Su campo de golf se inició en marzo de 1926 y se inauguró en 1928 junto con el hotel.